# Cletocamptus bicolor
Cletocamptus bicolor är en kräftdjursart som först beskrevs av Wilson 1932.  Cletocamptus bicolor ingår i släktet Cletocamptus och familjen Cletodidae. Inga underarter finns listade i Catalogue of Life.